# Pierre De Vigne-Quyo
Pour les articles homonymes, voir De Vigne.
Pieter (ou Pierre ou Petrus) De Vigne, né à Gand le 29 juillet 1812 et mort dans la même ville le 31 janvier 1877, est un sculpteur belge.

## Famille
Pierre De Vigne est le fils du peintre décorateur Ignace De Vigne (Gand 1767 - Gand 1840) et de Marie Albertine Van Troostenberghe (Bruges 1759 - Gand 1859) qui s'étaient mariés à Bruges en 1804. Ils auront plusieurs enfants, et parmi les frères et sœurs de Pierre De Vigne, l'on notera le peintre et écrivain Félix De Vigne (1806 - 1862) et le peintre paysagiste Edouard De Vigne (1808 - 1866). 
Après son mariage à Gand  en 1842 avec Malvina Quyo, qui est née à Gand en 1819 et y est morte en 1896, il se fait appeler De Vigne-Quyo.
Leur fils Paul (1843 - 1901) devient sculpteur comme son père, tandis que leurs filles Louise (1844 - 1911) qui épouse le sculpteur Gérard Van der Linden, Malvina (1846 - 1876) et Emma (1850 - 1898) deviennent peintres.
Il meurt à Gand le 31 janvier 1877 et est inhumé au Campo Santo, à Mont-Saint-Amand.

## Parcours artistique
Il grandit à Gand, où il est l'élève de Jean-Robert Calloigne. En 1837, il se rend à Rome et ne revient s'établir Gand qu'en 1841, où il devient professeur à l’Académie des Beaux-Arts.
Son œuvre la plus célèbre de De Vigne est la statue de Jacob van Artevelde sur le Marché du Vendredi à Gand. La statue a été dévoilée en 1863 par le roi Léopold Ier (1790-1865) et il est décoré dans la foulée d'une croix de l'Ordre de Léopold. Il n'en était pas à son coup d'essai, puisqu'il avait déjà créé un buste de Van Artevelde, dévoilé en 1845 par, entre autres, Égide Norbert Cornelissen (es).

## Œuvres
- Statue de Jacques Van Artevelde, Gand
- Statue de Lieven Bauwens, Gand
- Statues du maître-autel de l'église Sainte-Croix (en) de Heusden (Destelbergen)
- Statues de saint Martin de Tours et du mendiant de l'église Saint-Martin (nl) de Melle
- Buste de Jean-Robert Calloigne, aux musées royaux des Beaux-Arts[8]

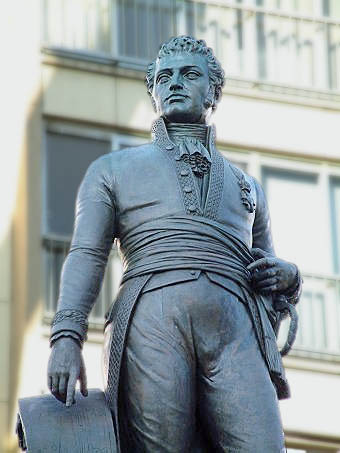
Statue de Liévin Bauwens, à Gand
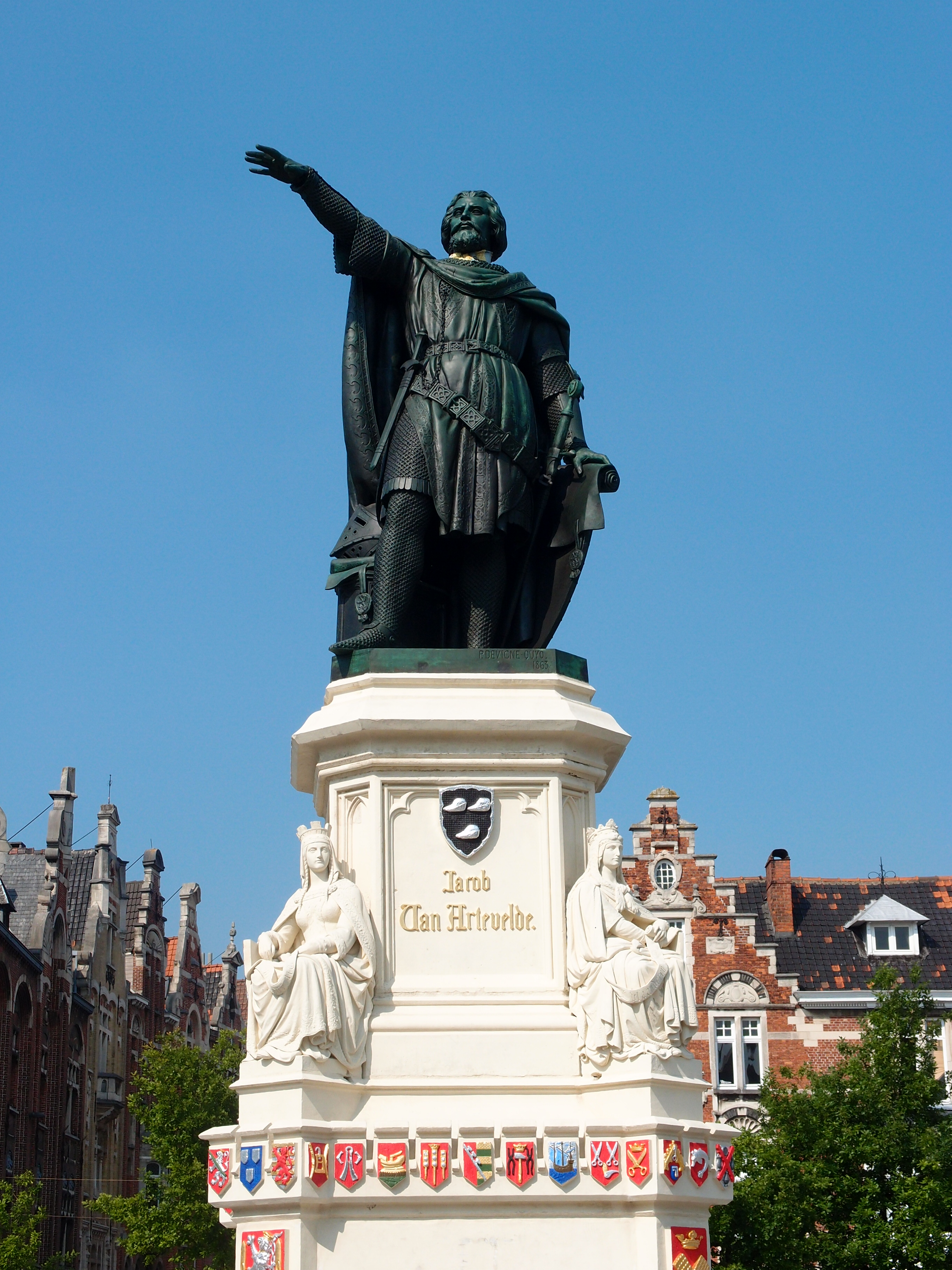
Statue de Jacques van Artevelde, à Gand
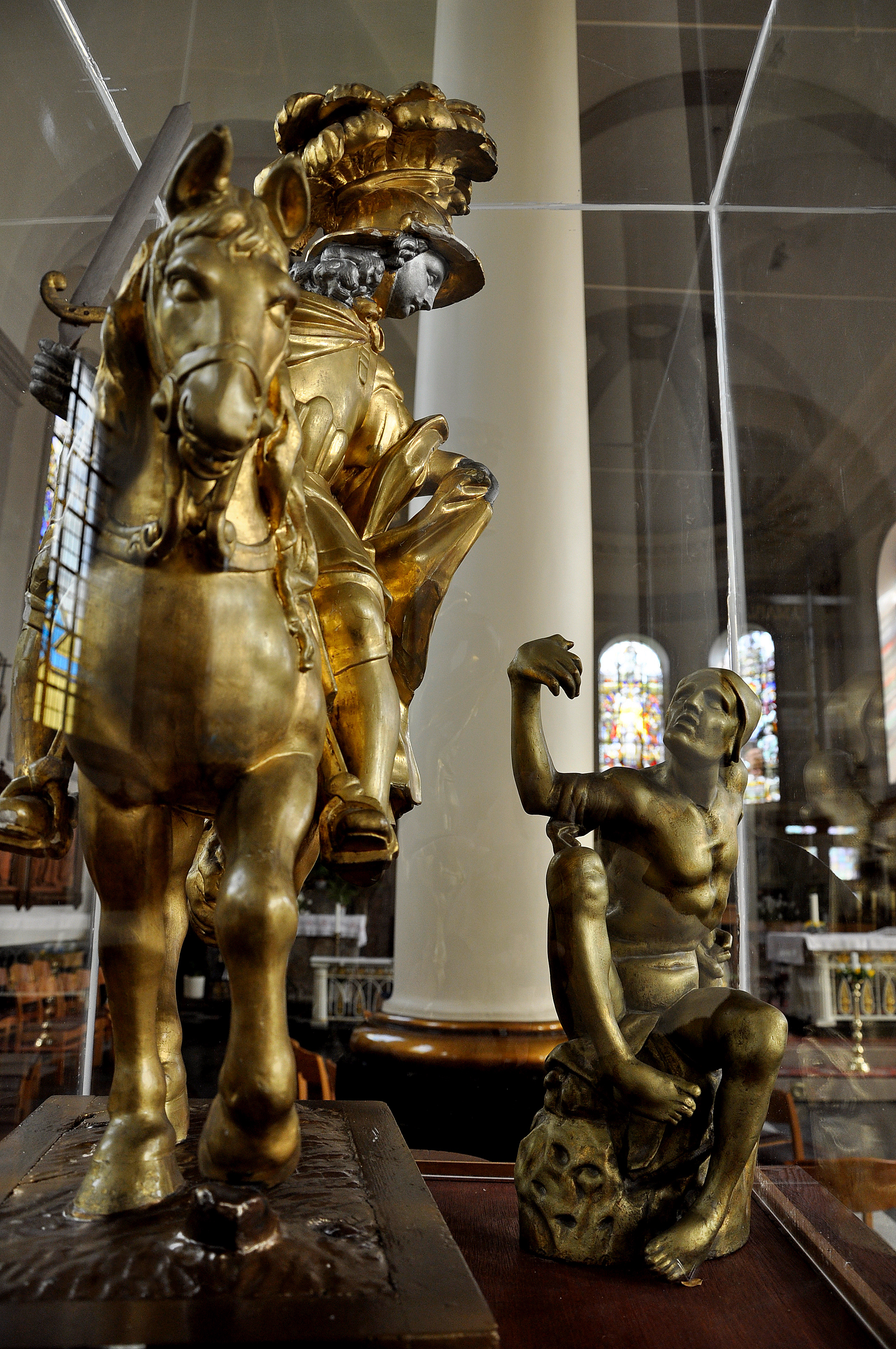
Saint Martin de Tours et le mendiant (1865) dans l'église Saint-Martin de Melle